# 藤田晋一
藤田 晋一（ふじた しんいち、1967年 - ）は、日本のフリーライター、編集者。
宮城県出身。成城大学卒業。出版社勤務を経て、週刊誌やTVの構成、翻訳など幅広く活動する。特に民話や都市伝説に関する著書が多い。

## 著書一覧
- 図書館版 日本史恐怖の館（全5巻）
- まんがふしぎ発見!昆虫ワールド（原作:藤田晋一、監修:海野和男、漫画:大岩ピュン）
- まんがもっと知りたい！ペットのひみつ（原作:藤田晋一、監修:今泉忠明、漫画:星野美和子）
- 憎悪と呪縛の神話
- 陰陽師と魑魅魍魎
- 大江戸百鬼夜行
- 嗤う落武者の髑髏
- 怨霊と戦国の祟り
- 世界史恐怖の館（全5巻、絵:仙田聡）
- 少女チャングムの夢 アニメ版 あこがれのスラッカンへ（文:藤田晋一、原作「チャングムの夢」製作委員会）
- 少女チャングムの夢 アニメ版 最後の料理対決（文:藤田晋一、原作「チャングムの夢」製作委員会）
- 少女チャングムの夢 アニメ版 新しい旅のはじまり（文:藤田晋一、原作「チャングムの夢」製作委員会）
- 少女チャングムの夢 アニメ版 変わらぬ誓い（文:藤田晋一、原作「チャングムの夢」製作委員会）
- 本当にこわ～い都市伝説 身近にひそむ謎と恐怖
- ブラック・ジャック アリの足 アニメ版（文:藤田晋一、原作:手塚治虫）
- ブラック・ジャック 白いライオン アニメ版（文:藤田晋一、原作:手塚治虫）
- ブラック・ジャック 奇跡の腕 アニメ版（文:藤田晋一、原作:手塚治虫）
- ブラック・ジャック シャチの贈りもの アニメ版（文:藤田晋一、原作:手塚治虫）
- ゾクゾクこわ～い都市伝説 あなたにせまる恐怖の世界
- 不思議でこわ～い都市伝説　身の毛もよだつ恐怖の話
- 怖くてふしぎな都市伝説・迷信大事典 [1]
- もっと怖くてふしぎな怪談・都市伝説大辞典[1]
- ようかいむかし話 かっぱ（絵:大井知美）
- ようかいむかし話 おに（絵:大井知美）
- ようかいむかし話 てんぐ（絵:大井知美）
- ようかいむかし話 のっぺらぼう（絵:大井知美）
- ようかいむかし話 やまんば・雪女（絵:大井知美）
- ようかいむかし話 ばけねこ（絵:大井知美）